# Rickie Lee Jones
Rickie Lee Jones (Chicago, 8 novembre 1954) è una cantante, compositrice e musicista statunitense.
Figlia della Beat Generation ed erede artistica di Janis Joplin e Joni Mitchell, con grande capacità tecnica alla chitarra, ha saputo fondere jazz, rhythm and blues, rock e perfino, negli ultimi tempi, pop e trip hop. Famosa è la sua storia d'amore col cantante Tom Waits con cui condivise scorribande e sbronze, insieme col comune amico, il folk-singer Chuck E. Weiss, a cui dedicò la canzone Chuck E.'s in love. Quest'ultimo pezzo è contenuto nell'album di esordio del 1979, che la rese nota al grande pubblico.

## Biografia
Nata nel 1954 a Chicago, inizia a vagabondare per gli Stati Uniti a caccia di fortuna. All'età di 19 anni si trasferisce a Los Angeles e inizia a esibirsi in diversi locali con performance folk prettamente vocali.
Intorno al 1977 incontra Tom Waits, che rimane subito stregato dalla forte personalità dell'artista. Tra i due inizia una relazione artistica e sentimentale che dura fino al 1980 e che viene immortalata nella copertina di uno degli album più importanti di Waits, ossia Blue Valentine (1978).
Dopo aver lavorato con Lowell George (Little Feat), Rickie Lee Jones viene contattata da Lenny Waronker, il capitano della Warner che le permette di pubblicare l'album d'esordio, il "self-titled" Rickie Lee Jones (1979). Il singolo Chuck E's in Love arriva al quarto posto in classifica e vende oltre un milione di copie. In studio la cantautrice viene aiutata da Randy Newman e Dr. John e presenta una predisposizione rock con accenni blues e jazz.
Dopo essersi ritirata per un periodo sulle colline di Los Angeles, nel 1980 pubblica Pirates, il suo secondo album, meno commerciale e più intenso. Inizia però ad attraversare un periodo negativo, dovuto a guai familiari e problemi di alcolismo. Il ritorno avviene nel 1983 con l'EP Girl at Her Volcano, che alterna brani in studio a cover di classici jazz. In The Magazine (1984) l'artista torna al suo spirito rock con arrangiamenti raffinati e orchestrali.
Nonostante il successo (soprattutto di critica), si perde nuovamente tra droga e alcol e preannuncia progetti di cabaret musicale mai realizzati, prima di scomparire dalle scene. Nel frattempo dà alla luce una figlia. Nel 1988 riappare con Flying Cowboys, un disco realizzato insieme a Walter Becker (Steely Dan) e ai Blue Nile. Dopo l'uscita di Pop Pop (1991), riproposizione in chiave jazz di brani degli anni '40 e '50, ritorna nel 1993 con Traffic From Paradise. Nel 1995 pubblica la collezione di hit acustiche Naked Songs. Nel 1997 è la volta di Ghostyhead, disco "interlocutorio" con accenni dance. Tre anni dopo Rickie Lee Jones si riavvicina al jazz con It's Like This (2000). Si tratta di un altro disco di cover, a cui collaborano Taj Mahal, Ben Folds e Joe Jackson.
Un nuovo album di inediti, a sei anni dal precedente, è The Evening of My Best Day (2003), che si rivela come un passaggio a vuoto. Il concept album che ha per tema Gesù The Sermon On Exposition Boulevard (2007) è invece ispirato dal libro di Lee Cantelon The Words. A questo album partecipano lo stesso Cantelon e Peter Atanasoff. Segue Balm in Gilead (2009), un disco in cui "rispolvera" delle composizioni di quando era giovane e con cui festeggia il trentennale d'attività. Ospiti dell'album, tra gli altri, Alison Krauss, Ben Harper, Victoria Williams, Bill Frisell, Jon Brion e Vic Chesnutt. Alla produzione c'è Dave Kalish. Nel 2012 pubblica il suo terzo album di cover. Prodotto da Ben Harper, The Devil You Know rivisita vecchi brani di artisti rock e folk.

## Discografia
- 1979 - Rickie Lee Jones
- 1981 - Pirates
- 1983 - Girl at Her Volcano (EP)
- 1984 - The Magazine
- 1989 - Flying Cowboys
- 1991 - Pop Pop
- 1993 - Traffic from Paradise
- 1995 - Naked Songs - Live and Acoustic
- 1997 - Ghostyhead
- 2000 - It's Like This
- 2001 - Live at Red Rocks
- 2003 - The Evening of My Best Day
- 2005 - Rickie Lee Jones: Duchess of Coolsville
- 2007 - The Sermon on Exposition Boulevard
- 2009 - Balm in Gilead
- 2012 - The Devil You Know
- 2015 - The other side of desire
- 2023 - Pieces of Treasure